# Cryptopimpla arvicola
Cryptopimpla arvicola là một loài tò vò trong họ Ichneumonidae.